# Toeval en onvermijdelijkheid
Toeval en onvermijdelijkheid : Proeve van een natuurfilosofie van de moderne biologie (Oorspronkelijk: Le Hasard et la nécessité, 1971), is een boek van de Franse biochemicus en Nobelprijswinnaar Jacques Monod.
Destijds recente ontdekkingen uit de genetica worden samen met de evolutietheorie ingezet om te schetsen hoe de 'doelgerichtheid' van levende wezens wetenschappelijk verklaard kan worden.

## Inleiding
In zijn boek over systeembiologie legt Bernhard Palsson de historische wortels van dit betrekkelijk nieuwe vakgebied onder andere bij de ontdekking van het zogenaamde Lac Operon. Met deze ontdekking legde Monod samen met Jacob het mechanisme bloot waarmee in cellen de genetische informatie wordt omgezet in proteïnen. Ze kregen er een Nobelprijs voor. In Toeval en Onvermijdelijkheid gaat Monod in op de filosofische achtergrond en betekenis van deze ontdekking. Het is daarmee een van de eerste boeken in een inmiddels rijke traditie, waarin bijvoorbeeld ook de boeken van Richard Dawkins (The Selfish Gene, 1976) en dat van Edward Wilson (Sociobiology, 1975) passen.
Levende wezens hebben volgens Monod de volgende drie karakteristieken: teleonomie (verwant aan teleologie), autonome morfogenese en onveranderlijke voortplanting.

## Autonome morfogenese
Autonome morfogenese. Kunstmatige artefacten komen altijd tot stand door krachten van buiten af, die het voorwerp vorm geven. Bij levende cellen is daar geen sprake van; ze bouwen zich geheel onafhankelijk van krachten van buiten op.

## Teleonomie
Om aan te tonen dat teleonomie een objectief verschijnsel is gebruikt Monod een gedachte-experiment. Stel dat een computerprogramma van allerlei kunstmatige voorwerpen kan vaststellen dat er een doelgerichtheid aan ten grondslag ligt. Het programma kan bijvoorbeeld van een horloge vaststellen wat de bedoeling ervan is. Dan is er geen enkele reden om aan te nemen dat zo’n programma ook niet zou kunnen vaststellen wat de bedoeling van een cel is, namelijk zichzelf delen.
Deze teleonomie is enerzijds objectief vaststelbaar en anderzijds in tegenspraak met het kernstuk van de moderne (en dus post-Aristoteliaanse) wetenschapsmethode – het objectiviteitsprincipe, dat stelt dat geen wezenlijke kennis kan worden opgebouwd als verschijnselen alleen kunnen worden verklaard door naar planmatigheid te verwijzen. Deze tegenspraak ziet Monod als het centrale probleem in de biologie.
In Toeval en Onvermijdelijkheid gebruikt hij zijn ontdekkingen en die van de genetica en de evolutietheorie om te schetsen hoe deze teleonomie zuiver wetenschappelijk verklaard kan worden. Daarmee brengt hij tevens de definitieve slag toe aan de nog altijd bestaande ideeën over vitalisme.

## Kennisethiek
Dat gedaan hebbende gaat Monod nog een stap verder door erop te wijzen dat de moderne samenleving de vruchten van de wetenschap maar al te graag gebruikt. Maar terwijl de wetenschap alleen maar dankzij dat objectiviteitsprincipe groot heeft kunnen worden, blijven veel filosofieën, levensvisies en religies hangen aan animistische ideeën, waarbij het objectiviteitsprincipe niet wordt aanvaard. Vaak wordt gesteld dat de geschiedenis een plan heeft (marxisme), of dat het universum zich ontplooit volgens een bepaald plan. Monod ziet een groot gevaar in de kloof tussen deze ideeën en het uitgangspunt van de wetenschap. De samenleving zou baat hebben bij een kennisethiek die het objectiviteitsprincipe respecteert, waarbij kennis en waarden niet door elkaar worden gehaald.